# دومينيك إيورفا
دومينيك إيورفا (بالإنجليزية: Dominic Iorfa) (10 يناير 1968 نيجيريا - ) هو لاعب كرة قدم نيجيري، يلعب كمهاجم، شارك في الألعاب الأولمبية الصيفية 1988.

## روابط خارجية
- دومينيك إيورفا على موقع الاتحاد الدولي (مؤرشف)  (الإنجليزية)
- دومينيك إيورفا على موقع اتحاد تركيا (لاعب) (الإنجليزية)
- دومينيك إيورفا على موقع قاعدة بيانات كرة القدم.إي يو (الإنجليزية)
- دومينيك إيورفا على موقع ناشيونال فوتبول تيمز (الإنجليزية)
- دومينيك إيورفا على موقع عالم كرة القدم.نت (الإنجليزية)
- دومينيك إيورفا على موقع أوليمبيديا (الإنجليزية)